# Мартинс Адишонс (Мериленд)
Мартинс Адишонс (енгл. Martins Additions) град је у америчкој савезној држави Мериленд.

## Демографија
По попису из 2010. године број становника је 933, што је 58 (6,6%) становника више него 2000. године.
| Група             | 2000.       | 2010.       |
| Белци             | 821 (93,8%) | 844 (90,5%) |
| Афроамериканци    | 1 (0,1%)    | 6 (0,6%)    |
| Азијати           | 11 (1,3%)   | 35 (3,8%)   |
| Хиспаноамериканци | 29 (3,3%)   | 30 (3,2%)   |
| Укупно            | 875         | 933         |